# Сен-Леон, Артур
Арту́р Сен-Лео́н (фр. Arthur Saint-Léon), полное имя Артур-Мишель (фр. Arthur Michel), при крещении Шарль Виктор Артюр Мишель (17 сентября 1821 — 2 сентября 1870) — французский балетный танцор и хореограф.

## Биография
Музыке и танцам обучался в Штутгарте у своего отца танцовщика и музыканта Мишеля Сен-Леона, после чего он вернулся во Францию в Париж и стажировался у прославленного танцора Альбера (фр. Albert), настоящее имя которого Франсуа-Фердинанд Декомб (François-Ferdinand Decombe). Кроме того, он блестяще владел скрипкой, обучаясь игре у великого Никколо Паганини и у другого знаменитого скрипача Йозефа Майзедера.
Как танцовщик дебютировал в 1835 году в Мюнхене. В 1838 году, в возрасте 17 лет, был приглашён в Брюссель, где поступил в бельгийский театр Ла Монне (фр. Théâtre de la Monnaie) на амплуа первого танцора — это очень высокая должность, выше которой только статус «звезды балета».
Работая в труппе известного хореографа Жюля Перро (Jules Perrot), где исполнял ведущие партии в его постановках (балеты «Эсмеральда» и «Ундина» — оба на музыку Цезаря Пуни), начинает балетмейстерскую деятельность, поставив впервые на сцене балет Цезаря Пуни «Маркитанка» (по другим переводам — «Прачка»), в котором главные партии исполняли итальянская балерина Фанни Черрито (Fanny Cerrito) и он сам в роли Ганса. Первая же постановка была встречена весьма одобрительно, и он, окрылённый победой, переносит спектакль на другие европейские сцены. Балет успешно идёт в Парижской опере (фр. Opéra de Paris) — это его первая работа на сцене родной Франции; 23 мая 1844 года с неменьшим успехом балет поставлен в Лондонском театре Её королевского величества. Через некоторое время, в 1845 году Фанни Черрито, партнёрша по сцене, стала его супругой. Они были женаты в 1845—1851 годах.
По другим источникам, его дебют во Франции состоялся позже — в 1847 году в балете «Мраморная красавица», который он поставил специально для своей жены Ф. Черрито.
Артур Сен-Леон работал в самых прославленных балетных труппах Европы: он ставил балетные спектакли в Риме, Милане, Лондоне, Вене, Берлине, Париже, Санкт-Петербурге. Его постановки носили развлекательный характер, в них было много трюков, красочных танцевальных выходов — антре и технических фокусов, он мастерски владел искусством сценических эффектов, используя чудеса технических новшеств пиротехники, электричества, тем самым покоряя зрителя внешним блеском, причудливостью, яркостью костюмов и декораций и не анализируя образы поиском глубокого философского содержания. Его не привлекали темы и образы романтического балета, он искал в литературных сюжетах лишь повод для танцев. Например, балерины танцевали на огромных клавишах рояля, танцовщики ездили, как в цирке, на велосипедах, огромные висячие сады раскачивались на сцене. Хореограф использовал в классическом балете народную стилистику, привнёс в свои балеты характерные танцы 50 народностей.
Российский балетный критик Ю. А. Бахрушин писал: 

«Так, балетмейстер впервые применил на сцене настоящую воду для фонтанов и водопадов, широко использовал газ для световых эффектов, ввёл в употребление дуговые электрические фонари-спектры, чтобы освещать танцовщиц лучами, устраивал выезд танцовщиков на велосипедах, заставлял исполнительниц танцевать на огромных клавишах рояля и т. п. Сен-Леон выработал новый метод проведения классных занятий с артистами балета, дававший чрезвычайно эффектные результаты. Он не задавался целью всесторонне развить танцевальную технику исполнителя, а лишь стремился довести сильные стороны его дарования до такой степени совершенства, которой раньше ни у кого не было»
В 1850-х годах Сен-Леон вёл балетный класс в Парижской опере. В 1850—1853 годах руководил Балетной школой Парижской оперы.
Артур Сен-Леон является автором одной из систем записи танца; свою систему он опубликовал в 1852 в Париже под названием «Сценохореография, или Искусство записи танца» (La Sténochorégraphie, ou l’art de noter promptement la danse). Он развил принцип нотации на пятилинеечном стане, который соединяет с нотным станом, достигая фиксации точной музыкальной длительности исполнения движения. Подобный метод ещё долго использовался в системах XIX—XX веков. Хореограф использовал созданные им абстрактные знаки, кроме изображения корпуса, головы и рук.

### В Петербурге. 1859—1869
В конце 1850-х годов Сен-Леон получил приглашение в Россию, жадно впитывающей всё новомодное, и приехал в Санкт-Петербург, где поселился на Никольской улице (ныне улица Глинки, 1).  Сменив Жюля Перро на должности главного императорского балетмейстера (Жюль Перро работал в Петербурге с 1848 по 1859 год), французский хореограф в течение 1859—1869 годов поставил множество балетных спектаклей на сцене Большого Каменного театра в Санкт-Петеребурге и Большого театра в Москве. Тем не менее, став главным балетмейстером русского императора, Сен-Леон продолжал не только постоянно наведываться в родной Париж, но ему в это же время удавалось ставить там спектакли.
1 сентября 1859 года Дирекция Императорских театров подписала контракт с Сен-Леоном, а 13 сентября он уже поставил балет «Жовита, или Мексиканские разбойники». «С этого спектакля началась деятельность Сен-Леона в России, и на целых десять лет Россию наполнят „дешёвые зрелищные балеты, безвкусица и стилизация характерного танца“» . Сен-Леон на русской сцене возродил несколько своих старых балетов, поставленных им в других европейских театрах, и сочинял новые, специально для русской публики.
Одной из самых значительных постановок Сен-Леона в Петербурге стал балет «Конек-горбунок» по одноимённой сказке П. П. Ершова на музыку Цезаря Пуни, с которым балетмейстер уже давно много работал. Он сам взялся за написание либретто. По преданию, это русские артисты предложили балетмейстеру использовать в качестве либретто сказку П. П. Ершова, на что Сен-Леон охотно согласился и в несколько вечеров, пользуясь советами петербургских балетных артистов, разработал сценарий спектакля. Стихотворное произведение П. П. Ершова получило скандальную известность своими слишком явными сатирическими намёками и цензурным вмешательством. Отрывок из стихотворной сказки «Конёк-горбунок» П. Ершова появился в 1834 году в журнале «Библиотека для чтения». В том же году сказка вышла отдельным изданием, но с поправками по требованию цензуры; только в 1856 году она была издана полностью. И сразу же получила признание читателей. Из-за острой сатирической направленности произведения Сен-Леон подверг сюжет многочисленным переделкам. Вместо главного героя ершовской сказки Иванушки в балете основным действующим лицом стала Царь-девица, царя заменил турецкий хан. Сен-Леон прибыл на службу к русскому императору и в его планы совершенно не входили демократические нововведения в чужой стране, поэтому он пытался придать пользующейся популярностью в среде его потенциальных зрителей литературной канве верноподданнический характер. В результате новое произведение получило название «Конёк-горбунок, или Царь-девица».
Это был первый балет на русскую национальную тему, где использовались популярные русские мелодии и был введён характерный танец с элементами русских народных плясок (и пляски разных народов, населявших Россию), подвергшихся весьма вольной стилизации, а заканчивалось действие огромным дивертисментом из плясок 22 народностей (в том числе и никогда не существовавшей «уральской»), населявших Россию. В результате на сцене появился определённый стиль псевдорусскости.
С постановкой «Конька-горбунка» не всё обстояло гладко: перед самой премьерой получил перелом ноги артист Тимофей Стуколкин, исполнитель партии Иванушки, и на эту роль был срочно назначен Троицкий, до того главные роли не исполнявший.
Премьера балета состоялась 3 декабря 1864 года на петербургской императорской сцене и прошла с огромным успехом. Театральная энциклопедия и Энциклопедия балета — утверждают, что первое представление балета прошло в Мариинском театре, по другим сведениям премьера прошла в петербургском Большом Каменном театре — художники А. А. Роллер, Г. Г. Вагнер, M. А. Шишков, А. Бредов (декорации), А. Шарлемань (костюмы); Царь-девица — М. Н. Муравьёва, Иванушка — Н. П. Троицкий, Хан — Ф. И. Кшесинский.
В дальнейшем при последующих постановках балета этот спектакль брался за основу: 1 декабря 1866 года перенесённую постановку показал Большой театр в Москве; 6 декабря 1895 года в Мариинском театре хореографию Сен-Леона использовал балетмейстер Мариус Петипа. Версия Сен-Леона ещё не раз перерабатывалась новыми поколениями балетмейстеров (М. И. Петипа, А. А. Горский, Ф. В. Лопухов, М. М. Михайлов, Т. В. Балтачеев, Б. М. Брускин, Т. П. Никитина, Л. А. Поспехин, А. И. Радунский), но первая версия Артура Сен-Леона всегда оставалась в основе последующих постановок этого балета.
К творчеству балетмейстера в России было различное отношение. Он изначально понимал балет как искусство развлечения, в первую очередь расценивая его как зрелище и в постановках пытался совместить с классическим балетом народные мотивы и даже народные пляски, в которых он видел национальный колорит и экзотику. Российская демократическая критика, для которой русские народные пляски не были экзотикой, расценивала их смешение с высоким пафосом балетного хореографического искусства как безвкусицу. Тем не менее «Конек-Горбунок» А. Сен-Леона надолго породил на русской балетной сцене сусально-лубочный псевдорусский стиль, который помимо балета всё более прочно входил в практику различных видов искусства в России.
Писатель Салтыков-Щедрин нещадно высмеивал в своих саркастических статьях эти постановки.
Л. М. Долотов и С. Д. Гурвич-Лищинер пишут в Комментариях к статьям Салтыкова-Щедрина: 

«...Салтыков уподобляет балету всю „систему“ — общественно-политический строй России, призрачно-нелепый, „неестественный“, противоречащий законам разума. Балетное действо воплощает стиль общественного поведения господствующих классов и правящей верхушки страны: консервативно-деспотические силы режима и общества персонифицированы в партии Давилова, „лганьё“ и „враньё“ либерализма, правительственного и журнально-общественного, — в партии Хлестакова. Единение же и апофеоз Хлестакова-Давилова и Взятки-Постепенной означает торжество политических устремлений „консерваторов“-охранителей и капитуляцию перед ними „постепеновцев“-либералов».
Поэт демократическо-гражданского пафоса Н. А. Некрасов писал в стихотворении «Балет» (1866), обращённом к М. С. Суровщиковой-Петипа, исполнявшей в дивертисментах танец «Мужичок»:
Так танцуй же ты «Деву Дуная»,
Но в покое оставь мужика!.
Балет «Дева Дуная», не имеющий никакого отношения к Сен-Леону, был упомянут как романтическое произведение, которое по сюжету уводит зрителя от проблем суровых реалий тогдашнего времени. 
Из-за определённого недопонимания друг друга со стороны демократически настроенных зрителей и балетмейстера не все его постановки были встречены безоговорочно положительно.
Балет «Золотая рыбка» по сказке Пушкина на музыку Л. Минкуса, в котором главную партию танцевали сначала Лебедева, затем Г. Сальвиони и Александра Кеммерер, (Большой Каменный театр, 1867), скоро был снят со сцены в связи с явным провалом. Советский балетный критик В. М. Красовская, родившаяся в 1915 году, то есть приблизительно через 50 лет после выхода спектакля, писала об этой постановке: «Вместо Синего моря, у которого жили старик со своей старухой, действие происходило на берегу Днепра, где молодая казачка Галя капризно требовала от своего мужа Тараса, персонажа гротескно-комического, всё новых и новых чудес. Чудеса были самого разного свойства — например, золотая рыбка превращалась в прислуживающего Гале пажа». На «чудеса» Сен-Леон был мастер: в балете летал ковёр-самолёт, вырастал алмазный дворец, русалки плескались в озере — но ничего не помогло: критика нещадно обвинила спектакль к карикатурности и признало постановку неудачей. Балет ставился специально для итальянской гастролёрши Гульельмины Сальвиони в партии Гали, но критикой отмечена была другая танцовщица — К. И. Канцырева в партии Золотой рыбки. Роль Гали после отъезда Г. Сальвиони успели исполнить ещё и другие танцовщицы: поначалу Александра Кеммерер, затем Екатерина Вазем. В своих мемуарах Е. О. Вазем писала об этом спектакле: «…публика его как будто не очень любила, и в дни его представлений зал пустовал».
Несмотря на ряд сценических неудач влияние творчества Артура Сен-Леона на становление русского балета очень велико. Это был выдающийся деятель хореографии, чьи постановки заслуженно и справедливо пользовались успехом на сценах всех балетных театров Европы.
Советские идеологи-искусствоведы оценивали творчество выдающегося французского балетмейстера как 
«безыдейное, не соответствующее народному прогрессивному духу и не отвечающее прогрессивным освободительным устремлениям»:

«С этого момента [то есть со времени приезда А. Сен-Леона в Россию] петербургский балетный репертуар поневоле всецело становится на службу наиболее консервативных кругов господствующих классов и, утратив свои демократические тенденции, делается нужным лишь очень небольшому числу зрителей. Петербургские исполнители оказались не в силах отстаивать свои прогрессивные позиции."Конек-Горбунок" Сен-Леона породил на русской балетной сцене тот издевательский, сусальный псевдорусский стиль…»;

«Но деятельность Сен-Леона оказала пагубное влияние на развитие русского балета прежде всего из-за отсутствия всякой содержательности его спектаклей. Кроме того, введение им в русский балет нового принципа постановки народных танцев разрушало традиции русского народного танцевального искусства, за сохранение которых боролись передовые деятели русской культуры предшествующих поколений».
Вероятно, артисты императорских театров, многие из которых всего несколько лет назад были крепостными и обрётшие свободу лишь с поступлением на императорскую сцену (отмена крепостного права — 1861 год, постановка балета «Конек-горбунок» — 1864 год), не отваживались  отстаивать «свои прогрессивные взгляды» вместе с французским балетмейстером, приглашённым в страну русским императором.
Искусствовед Ю. А. Бахрушин писал о Сен-Леоне: 

 «Исключительная разносторонняя одарённость, невероятная трудоспособность и большой практицизм помогли ему достигнуть мировой известности. Одарённость Сен-Леона была из ряда вон выходящей — он сочетал в себе мастерство скрипача-виртуоза, композитора, дирижёра оркестра, танцовщика, балетмейстера, преподавателя танцев, либреттиста, теоретика и историка балета и, кроме того, свободно владел чуть ли не десятью европейскими языками. Но несмотря на это, Сен-Леон был таким же изворотливым и беспринципным дельцом в балете, каких породил крепнувший капитализм в политике и промышленности. Он первым стал рассматривать искусство балета как товар, который следует производить с наименьшими затратами, а сбывать с рук с наибольшей выгодой. Ни принципов, ни идеалов, ни родины для него не существовало — он был космополит, готовый ради денег пойти на любой компромисс»
Необходимо учитывать то, что критик писал книгу в советское время, когда трактовка понятий «космополитизм» и «космополит» рассматривалась как однозначно отрицательная; проявление нетерпимости в отношении «чуждой» социализму эстетики являлось нормой в советском искусствоведении. Также можно полагать, что А. Сен-Леону приходилось работать в жёстких условиях нехватки материальных средств, что для его эстетики — использования дорогостоящей внешней атрибутики — было особо трудно и тем не менее его феерические действа на сцене вошли в историю мирового балета.
О «петербургский этапе» творчества балетмейстера другие российские критики пишут: 

«Балеты Сен-Леона, где нередко внешние феерические эффекты выступали на первый план за счёт содержательных мотивов, знаменовали упадок романтического балета, расцвет которого пришёлся на предшествующие 1830—1850-е годы. В то же время они содержали богатые хореографические находки, обогатившие лексику балетного танца, способствовали развитию его техники. Тем самым они готовили наступление новой эпохи — господства „большого балета“ Мариуса Петипа, по-своему не менее значительного и принёсшего России мировое признание».
В Петербурге Сен-Леон проработал десять лет, до 1869 года, пока его не сменил на этом посту другой французский балетмейстер Мариус Петипа.
В балетах А. Сен-Леона танцевали Фанни Черрито, Г. Сальвиони, К. Розати, М. С. Суровщикова-Петипа, Адель Гранцова, Александра Кеммерер, Е. О. Вазем, Т. А. Стуколкин, Л. И. Иванов, К. И. Канцырева, Н. К. Богданова, М. Н. Муравьёва, М. М. Петипа, Н. П. Троицкий, Ф. И. Кшесинский, Л. П. Радина, А. И. Прихунова, М. Н. Мадаева, А. Ф. Вергина, П. П. Лебедева. Хореограф работал на русской сцене в первую очередь с выпускниками Петербургского училища, не требуя приглашения танцоров со стороны (хотя несколько спектаклей и поставил на приезжих гастролёров), что говорит о высоком уровне русского балета XIX столетия.

### Возвращение на родину
В 1869 году Сен-Леон вернулся во Францию. 
Вершиной творчества прославленного балетмейстера официально считается постановка балета «Коппелия, или Девушка с эмалевыми глазами» на музыку Лео Делиба, осуществленная в Париже 25 мая 1870 года; это последний спектакль А. Сен-Леона, который до настоящего времени не сходит со сцен многих балетных театров.
Выдающийся балетмейстер Артур Сен-Леон умер от сердечного приступа в кафе неподалёку от театра Оперы 2 сентября 1870 года в Париже, немного не успев дожить до 49 лет.

## Репертуар
Королевский театр в Хеймаркете, Лондон
- 9 марта 1844 — Феб*, «Эсмеральда» Жюля Перро на музыку Цезаря Пуни (Эсмеральда — Карлотта Гризи, Грингуар — Жюль Перро)
- 23 мая 1844 — Ганс*, «Маркитантка[англ.]», собственная постановка на музыку Цезаря Пуни (Кати — Фанни Черрито)

Парижская Опера
- 20 октября 1847 — Манасс*, «Мраморная красавица», собственная постановка на музыку Цезаря Пуни и Микеле Коста (дебют в Париже; Фатьма — Фанни Черрито).

(*) — первый исполнитель партии

## Постановки
- 23 мая 1844 — «Маркитантка[англ.]» на музыку Цезаря Пуни, Королевский театр, Лондон
- 1846 — «Бал-маскарад»
- 1848 — «Скрипач Тартини[фр.]»

Опера Ле Пелетье, Париж
- 20 октября 1847 — «Мраморная красавица» на музыку Цезаря Пуни и Микеле Коста по собственному стихотворному либретто"; Фатьма — Фанни Черрито, Манасс — Артур Сен-Леон)
- 20 октября 1848 — «Маркитантка[англ.]» на музыку Цезаря Пуни (перенос балета 1844 года)
- 19 января 1849 — «Скрипка дьявола[фр.]» (в другом переводе — «Заколдованная скрипка»[3]) на музыку Цезаря Пуни (переделка балета 1848 года; здесь Сен-Леон выступал одновременно как хореограф, танцовщик и скрипач)
- 22 февраля 1850 — «Стелла, или Контрабандисты[фр.]» на музыку Цезаря Пуни (Стелла — Фанни Черрито).
- 15 января 1851 — «Пакеретта[фр.]» на музыку Франсуа Бенуа
- 24 ноября 1851 — «Вер-вер» балетмейстера Жозефа Мазилье (в афише не указан)
- 1852[уточнить] — «Пастух и пчёлы»
- 1853 — «Дух долины[фр.]»
- 1853 — «Танцовщик короля[фр.]»

Театр Сан-Карлуш, Лиссабон
- 1854 — «Розьера[фр.]» (13 октября того же года — Театр-Лирик[фр.], Париж)
- 1854 — «Лия, баядерка»
- 1855 — «Генеральная репетиция»
- 1856 — «Влюблённый Триумвир»
- 1856 — «Канатоходцы[фр.]»
- 1856 — «Метеора»
- 1856 — «Страделла»

Большой театр, Санкт-Петербург
- 1859 — «Жовита, или Мексиканские разбойники»
- 1859 — «Сальтарелло, или Страсть к танцам[фр.]» на собственную музыку
- 1859, 1860 — «Грациелла, или Споры влюблённых»
- 1860 — «Пакеретта[фр.]» (перенос балета 1851 года)
- 1861 — «Севильская жемчужина[фр.]» на музыку Цезаря Пуни (переделка балета 1856 года «Канатоходцы»)
- 1861 — «Нимфы и сатир»
- 1862 — «Сирота Теолинда, или Дух долины[фр.]»
- 1862 — «Несчастия на генеральной репетиции» (переделка балета 1855 года)
- 1863 — «Наяда и рыбак»

Большой театр, Москва
- 12 (24) ноября 1863 — «Пламень любви, или Саламандра» на музыку Людвига Минкуса с собственным участием (в главной партии — Анна Собещанская)

Большой театр, Санкт-Петербург
- 13 (25) февраля 1864 — «Фиаметта, или Торжество любви» (переделка балета «Пламень любви»; Фиаметта — Марфа Муравьёва, Амур — Вера Лядова, граф Стернгольд — Лев Иванов, Регонда — Александра Кеммерер, Отто — Христиан Иогансон, Терпсихора — Мария Соколова)
- 1864 — «Конёк-Горбунок» на музыку Цезаря Пуни

Опера Ле Пелетье, Париж
- 6 июля 1863 — «Дьяволина» на музыку Цезаря Пуни
- 11 июля 1864 — «Немея, или Отомщённая любовь» (переделка балета «Фиаметта»; Немея — Марфа Муравьёва, граф Молдер — Луи Мерант, Амур — Эжени Фиокр[англ.])
- 12 ноября 1866 — «Ручей[англ.]»

? театр, Париж
- 1863 или 1865 — «Василиск»

Большой театр, Санкт-Петербург
- 1866 — «Валахская невеста» (также «Валахская красавица»)
- 1866—1867 — «Золотая рыбка» на музыку Людвига Минкуса
- 1869 — «Лилия[англ.]» на музыку Минкуса из балета «Ручей[англ.]»
- 1869 — «Пастух и пчёлы»

Опера Ле Пелетье, Париж
- 25 мая 1870 — «Коппелия, или Девушка с эмалевыми глазами» на музыку Лео Делиба по новелле Гофмана «Песочный человек»